# خيال اجتماعي
الخيال الاجتماعي (بالإنجليزية: Sociological imagination)‏ هو مصطلح يستخدم في مجال علم الاجتماع لوصف إطار فهم الواقع الاجتماعي الذي يضع التجارب الشخصية ضمن سياق اجتماعي وتاريخي أوسع.
صاغ العبارة عالم الاجتماع الأمريكي سي. رايت ميلز في كتابه عام 1959 الخيال الاجتماعي (كتاب) [الإنجليزية] لوصف نوع الإدراك التي يقدّمها علم الاجتماع. ويستخدم المصطلح اليوم في كتب علم الاجتماع التمهيدية لشرح طبيعة علم الاجتماع وأهميته في الحياة اليومية.

## التعريفات
في كتاب "الخيال الاجتماعي"، يحاول ميلز التوفيق بين مفهومين مختلفين ومجردين للواقع الاجتماعي: "الفرد" و"المجتمع". ووفقًا لذلك، عرّف ميلز الخيال الاجتماعي بأنه "وعي بالعلاقة بين التجربة الشخصية والمجتمع الأوسع".
ففي ممارسة الخيال الاجتماعي، يسعى الفرد إلى فهم الحالات في حياته الشخصية من خلال النظر إلى الحالات في المجتمع الأوسع. على سبيل المثال، يمكن تفسير فشل أحد الطلاب في الحفاظ على مستواه الأكاديمي في الكلية وتركها على أنها مشكلات شخصية أو عيب؛ ولكن عندما ينظر المرء إلى أن حوالي 50٪ من طلاب الكليات في الولايات المتحدة لا يتخرجون، يمكننا فهم مسار هذا الطالب كجزء من مشكلة اجتماعية أوسع. ولا يتعلق الأمر بالادعاء بأن أي نتيجة لها أسباب شخصية تمامًا أو اجتماعية تمامًا، بل يتعلق الأمر بتسليط الضوء على الصلات بين الأمرين. ولدى علماء الاجتماع اللاحقين منظورات مختلفة حول هذا المفهوم، ولكنهم يتشاركون في بعض الموضوعات المتداخلة.
الخيال الاجتماعي هو منظور على الحياة يتضمن تطوير فهم عميق للفهم حول سيرته الذاتية التي هي نتيجة لعملية تاريخية وتحدث في سياق اجتماعي أكبر. وحسب تعريف أنتوني غيدنز:
الخيال الاجتماعي يشير إلى تطبيق الفكر التخيلي عند طرح الأسئلة الاجتماعية والبحث عن إجابات لها. وعند استخدام الشخص للخيال الاجتماعي فإنه يقوم "بتحرير ذهنه" من الروتين اليومي المألوف.
ثمة رغبة في معرفة المعنى التاريخي والاجتماعي للفرد في المجتمع، خاصةً في فترة زمنية معينة. وللقيام بذلك، يمكن استخدام الخيال الاجتماعي لفهم المشهد التاريخي الأوسع من حيث معناه لذات الفرد الداخلية والخارجية. ويمكن ملاحظة تطبيق الخيال الاجتماعي إذا فكر الفرد في تاريخه، حيث إن الأحداث السابقة قد أدت جميعها إلى الوقت الحاضر، وتتبع غالبًا نفس النمط. ويؤكد ميلز أن التاريخ هو عنصر مهم في الخيال الاجتماعي، حيث أن هذه الأحداث التاريخية المختلفة قد شكلت المجتمع الحديث بأكمله وكل فرد فيه. ويسمح هذا للشخص بمعرفة مكانته في الحياة بالمقارنة مع الآخرين، استناداً إلى التجارب السابقة. ويؤكد ميلز أنه يمكن للفرد فقط أن يفهم نفسه حقًا إذا كان يمكنه فهم ظروفه بشكل صحيح.
من وجهة نظر أخرى، اختار ميلز علم الاجتماع لأنه شعر أنها تخصص "يمكن أن يقدم المفاهيم والمهارات لكشف الظلم الاجتماعي والاستجابة له". وفي النهاية، أصبح مخيباً لآماله في مهنته في علم الاجتماع لأنه شعر أنها تتخلى عن مسؤولياتها، وهو ما انتقده في كتاب "الخيال الاجتماعي". وفي بعض دروس علم الاجتماع المقدمة، يقدم تصوّر ميلز للخيال الاجتماعي كصفة حاسمة للعقل يمكن أن تساعد الأفراد "على استخدام المعلومات وتطوير العقل لتحقيق تلخيصات واضحة لما يحدث في العالم وما قد يحدث داخل أنفسهم".

## تطبيق من واقع الحياة

### عدم وجود الخيال الاجتماعي
الخيال الاجتماعي يسمح للفرد باتخاذ قرارات أكثر وعيًا بدلاً من التأثر بالمعايير الاجتماعية أو العوامل التي يمكن أن تحكم الأفعال، وفي ظل انعدام الخيال الاجتماعي يمكن أن يصبح الأشخاص لا مبالين. وتعبر هذه اللا مبالاة عن نفسها عندما يتعلق الأمر بسيناريوهات تتعامل مع الرعب الأخلاقي، حيث تمثل الهولوكوست مثالًا كلاسيكيًا على ما يحدث عندما يتخلى المجتمع عن الخيال الاجتماعي ويستسلم لسلطة القائد. ويمكن أن تؤدي اللامبالاة الاجتماعية إلى قبول الفظائع التي يقوم بها الزعماء (السياسيون أو الأفراد في الأسرة) وعدم القدرة على التصرف بشكل أخلاقي تجاه أفعال وقرارات زعمائهم. كان قرار الهولوكوست مبنيًا على مبدأ السلطة المطلقة في الدكتاتورية، حيث أن المجتمع أصبح ضحية اللامبالاة وتحولوا بشكل إرادي من الرعب الذي ارتكبوه. وقد قبلوا بقرارات أدولف هتلر ونفذوا الأوامر لأنهم فقدوا الوعي بالذات والمرجعية الأخلاقية، واعتمدوا المرجعية الأخلاقية الجديدة. وبهذا، فقدوا القدرة على التصرف بشكل أخلاقي تجاه أوامر هتلر وقاموا بذبح أكثر من 6,000,000 من اليهود والأقليات الأخرى والأشخاص المعاقين.

## في الأفلام
أولئك الذين يدرسون مقررات المشاكل الاجتماعية [بحاجة لمصدر] يذكرون تعليم الأفلام عن الحرب ومساعدة الطلاب على اعتماد منظور عالمي ومواجهة قضايا العلاقات العرقية. وثمة فوائد في استخدام الأفلام كجزء من النهج المتعدد الوسائط في تعليم مقررات الثقافة الشعبية، حيث توفر لطلاب علم الاجتماع الطبي دراسات حالة لتجارب مراقبة عملية. كما أنها تعترف بقيمة الأفلام كوثائق تاريخية للتغييرات في الأفكار الثقافية والمواد والمؤسسات.
الأفلام الروائية تستخدم في مقررات علم الاجتماع المقدمة لإظهار الصلة الحالية للتفكير الاجتماعي، وكيف يساعد الخيال الاجتماعي الناس على فهم عالمهم الاجتماعي، وبوصفه وسيطًا مألوفًا. كما أن الأفلام تساعد الطلاب على ربط تجاربهم الخاصة بالنظرية الأوسع. والافتراض الأساسي هو أن الخيال الاجتماعي يُطوّر ويُمارس بشكل أفضل في الفصول المقدمة للمقررات من خلال وضع المادة الدراسية في سياق نظرية الصراع والوظائفية.
استخدام الخيال الاجتماعي لتحليل الأفلام الروائية مهم بعض الشيء بالنسبة للمنظور الاجتماعي، ولكن الأهم هو أن هذه العملية تطور وتعزز الخيال الاجتماعي بوصفه أداةً للفهم. يترابط علم الاجتماع وصناعة الأفلام بشكل وثيق نظراً لإمكانية استجابة المشاهدين بشكلٍ مختلفٍ لنفس الرسالة والموضوع، ما يفتح المجال للنقاش حول هذه التفسيرات المتباينة.
على سبيل المثال، تخيل فيلمًا يقدم شخصية من أربعة زوايا مختلفة ومواقف في الحياة، تستند كل منها إلى المعايير الاجتماعية والنفسية والأخلاقية لتشكل مبدأً مركزيًا يردد نتيجة السرد والمنطق وراء أفعال الأفراد والمعنى العام للقصة. ومن خلال مشاهدة هذا الفيلم، يمكن أن تحدث مناقشات بين المشاهدين (مثل الرضى عن الترفيه، أو تفسيرات موضوعات الفيلم). وفي هذه المناقشات، تحدّد نقاط السيناريو واستخلاص الاستنتاجات، ويتعامل مع المشكلات والمواقف الاجتماعية. قد يحدّد المشاهدون ما هو مسموح به أخلاقيًا وغير المقبول، ويناقشون الطرق الفعالة والمفيدة لمساعدة الناس، وينتجون أفكارًا جديدة من خلال ربط الأيديولوجيات والجوانب الأخرى. تُعزز هذا العملية الخيال الاجتماعي لأنها يمكن أن تضيف منظورًا اجتماعيًا إلى حالة عقل المشاهد.

## التطبيق في الدراسات الاجتماعية
ابتكرت ميلز نصائح للمساعدة في إجراء دراسات اجتماعية صحيحة وموثوقة باستخدام الخيال الاجتماعي:

1. كن حرفيًا جيدًا: تجنب أي مجموعة صارمة من الإجراءات. وقبل كل شيء، سعِ لتطوير واستخدام الخيال الاجتماعي. تجنب تطرُّف الأسلوب والتقنية. حث على إعادة تأهيل الحرفي الفكري المتواضع، وحاول أن تصبح حرفيًا مثل هذا. دع كل شخص يكون منهجيًا لنفسه، ودع كل شخص يكون نظريًا لنفسه، وليعود النظريات والأساليب جزءًا من ممارسة الحرفة مرة أخرى. دافع عن أولوية العالم العلمي الفردي، وانتقد تفوق فرق البحث التقنية. كن عقلًا واحدًا يواجه بمفرده مشاكل الإنسان والمجتمع.
2. تجنب الغرابة للمفاهيم المرتبطة والمنعزلة، وأسلوب الكلام. حث نفسك والآخرين على بساطة البيان الواضح. استخدم مصطلحات أكثر تفصيلاً فقط عندما تعتقد اعتقادًا راسخًا أن استخدامها يوسع نطاق مشاعرك، ودقة مراجعك، وعمق تفكيرك. تجنب استخدام عدم الوضوح كوسيلة للتهرب من إصدار الأحكام على المجتمع - وكوسيلة للتهرب من أحكام قرائك على عملك الخاص.
3. قم بعمل أي بناء تاريخي تعتقد أن عملك يتطلبه، واستكشف التفاصيل الدقيقة الفرعية التاريخية. اصنع نظرية رسمية تمامًا وابنِ النماذج بأفضل ما تستطيع. افحص الحقائق الصغيرة وعلاقتها بالأحداث الفريدة الكبيرة أيضًا. ولكن لا تكن متعصبًا: ربط كل هذا العمل بشكل مستمر ووثيق بمستوى الواقع التاريخي. لا تفترض أن شخصًا آخر سيفعل هذا من أجلك، في وقت ما ومكان ما. اتخذ واجبك تعريف هذا الواقع؛ صياغة مشاكلك بمصطلحاته؛ وفي مستواه، حاول حل هذه المشاكل وبالتالي حل المسائل والمشاكل التي تتضمنها. ولا تكتب أكثر من ثلاث صفحات دون أن تتخيل مثالًا واضحًا على الأقل.
4. لا تقتصر دراستك على دراسة بيئة صغيرة تلو الأخرى، بل درس الهياكل الاجتماعية التي تنظم هذه البيئات. بالنسبة لهذه الدراسات عن الهياكل الأكبر، حدد البيئات التي تحتاج إلى دراستها بالتفصيل، ودرسها بطريقة تفهم التفاعل بين البيئات والهياكل. استمر في هذا الاتجاه فيما يتعلق بالفترة الزمنية. لا تكن مجرد صحفي دقيقًا، على الرغم من أن الصحافة يمكن أن تكون مسعى فكريًا كبيرًا، ولكن اعلم أيضًا أن عملك أكبر! لذلك، لا تقم فقط بتقديم بحوث دقيقة حول لحظاتٍ ثابتةٍ في وقتٍ قصير جداً. خذ تاريخ الإنسانية كفترة زمنية، وحدد فيها الأسابيع والسنين والعصور التي تدرسها.
5. ادرِّك أن هدفك هو فهم مقارن كامل للهياكل الاجتماعية التي ظهرت والتي توجد حالياً في تاريخ العالم. ولتحقيق ذلك، يجب أن تتجنب التخصص التعسفي للأقسام الأكاديمية السائدة. خصص عملك بتنوع، وفقًا للموضوع، وقبل كل شيء وفقًا للمشكلات الهامة. عند صياغة المشكلات ومحاولة حلها، لا تتردد، بل بحث باستمرار وبطرق مبتكرة، لاستخدام وجهات النظر والمواد والأفكار والأساليب من أي دراسات معقولة للإنسان والمجتمع. هذه هي دراساتك؛ إنها جزءٌ ممّا تشارك فيه؛ لا تدعها تنتزع منك بواسطة أولئك الذين يحاولون إغلاقها بمصطلحات غريبة وادعاءات الخبرة.
6. انتبه دائمًا على صورة الإنسان - المفهوم العام لطبيعته البشرية - الذي تفترضه وتعنيه بعملك، وكذلك لصورة التاريخ - فكرتك عن كيفية صنع التاريخ. ببساطة، اعمل باستمرار على وضع ومراجعة آرائك حول مشاكل التاريخ، ومشاكل السيرة الذاتية، ومشاكل الهيكل الاجتماعي الذي تتقاطع فيه السيرة الذاتية والتاريخ. انتبه دائمًا على تنوع الفردية وطرق التغيير العصري. استخدم ما تراه وما تتخيله كدلائل لدراسة التنوع البشري.
7. تعلم أنك ترث وتحمل تقليد التحليل الاجتماعي الكلاسيكي. لذلك، حاول فهم الإنسان ليس كجزء معزول، وليس كحقل أو نظام قابل للفهم في حد ذاته. حاول فهم الرجال والنساء كممثلين تاريخيين واجتماعيين، والطرق التي يختار ويشكيل تنوع الرجال والنساء بشكل معقد ومتشابك من خلال تنوع المجتمعات البشرية. قبل الانتهاء من أي عمل، بغض النظر عن مدى الارتباط المباشر به، حاول توجيهه إلى المهمة المركزية والمستمرة لفهم الهيكل والانجراف والتشكيل والمعاني لعصرك الخاص، العالم الرهيب والرائع للمجتمع البشري في النصف الثاني من القرن العشرين.
8. لا تدع المشكلات العامة كما صيغت رسمياً، أو المشاكل الشخصية كما يشعر بها الأفراد بشكل خاص، تحدد المواضيع التي تختار دراستها. وقبل كل شيء، لا تفقد استقلاليتك الأخلاقية والسياسية بتبني العملية العملية غير الليبرالية للأخلاق البيروقراطية أو العملية الليبرالية للتشتت الأخلاقي على أسس الآخرين. اعلم أن العديد من المشاكل الشخصية لا يمكن حلها ببساطة كمشاكل، ولكن يجب فهمها في إطار المسائل العامة - وفي إطار مشاكل صنع التاريخ. اعلم أن المعنى الإنساني للمسائل العامة يجب أن يتم الكشف عنه عن طريق الارتباط بها بالمشاكل الشخصية - وبمشاكل الحياة الفردية. اعلم أن مشاكل العلوم الاجتماعية، عندما تصاغ بشكل كاف، يجب أن تشمل كل من المشاكل الشخصية والعامة، وكلاهما يتعلق بالسيرة الذاتية والتاريخ، ونطاق علاقاتهم المتشابكة. داخل هذا النطاق، تحدث حياة الفرد وصنع المجتمعات؛ وداخل هذا النطاق، لدى الخيال الاجتماعي فرصته لإحداث فرق في جودة الحياة الإنسانية في عصرنا.

## نظريات أخرى
وضع هربرت بلامر، في كتابه "التفاعل الرمزي: منظور وأسلوب"، فكرة النظرة غير القياسية للعالم، التي تساعد علماء الاجتماع على فهم وتحليل مجال الدراسة.
يتطلب النظر إلى العالم التجريبي استخدام مخطط أو صورة له، إذ توجِّه الصورة الأساسية للعالم التجريبي بشكل كامل وتشكِّل العمل العلمي بأكمله. تحدِّد هذه الصورة اختيار المشكلات وصياغتها، وتحديد نوعية البيانات والوسائل اللازمة للحصول عليها، والعلاقات المطلوبة بين البيانات، والأشكال التي يجب تقديمها للاقتراحات. ومن الخطأ تجاهل هذه الصورة الأساسية للعالم، إذ يمكن لها دائمًا تحديد الهوية عبر مجموعة من المقدمات التي تتألف من الأشياء الرئيسية الموجودة في الصورة، ويتطلب الأمر تحديد هذه المقدمات وتقييمها بشكل منهجي. ويؤثر هذا التوجُّه الأساسي والشامل للصورة الأساسية للعالم التجريبي على كامل البحث العلمي، بدءًا من اختيار المشكلات وصياغتها وانتهاءً بتقديم الاقتراحات المختلفة.
هاورد سول بيكر، بوصفه تلميذاً لبلومر، واصل تطوير فكرة النظرة المميزة للكائنات المدروسة، وفي عام 1998 كتب كتاب "حيل الحرفة: كيفية التفكير في بحثك أثناء قيامك به"، حيث يتضمن قائمة من التوصيات التي يمكن أن تكون مفيدة في إجراء البحوث الاجتماعية. فكرته الرئيسية هي خلق صورة شاملة للكائن أو الظاهرة أو المجموعة الاجتماعية التي تدرس. ولهذا الغرض، يقترح أن يولي اهتمامًا خاصًا للمعرفة الإحصائية والتاريخية قبل إجراء البحث، واستخدام التفكير النقدي، محاولة خلق صورة عالمية للعالم، وجعل نتائج البحث مفهومة ومقبولة للجميع.

### منظور اجتماعي
صاغ بيتر بيرغر مصطلح "المنظور الاجتماعي" المرتبط بهذا الموضوع، ووصفه بأنه النظر إلى "العام في الخاص"، ويساعد علماء الاجتماع على تحديد الأنماط العامة في سلوك الأفراد المحددين. يمكن للمرء أن يفكر في المنظور الاجتماعي كخيار شخصي خاص به وكيف يؤدي المجتمع دورًا في تشكيل حياة الأفراد.

## مقالات ذات صلة
- النظرية السوسيولوجية